# Егоров, Евгений Михайлович

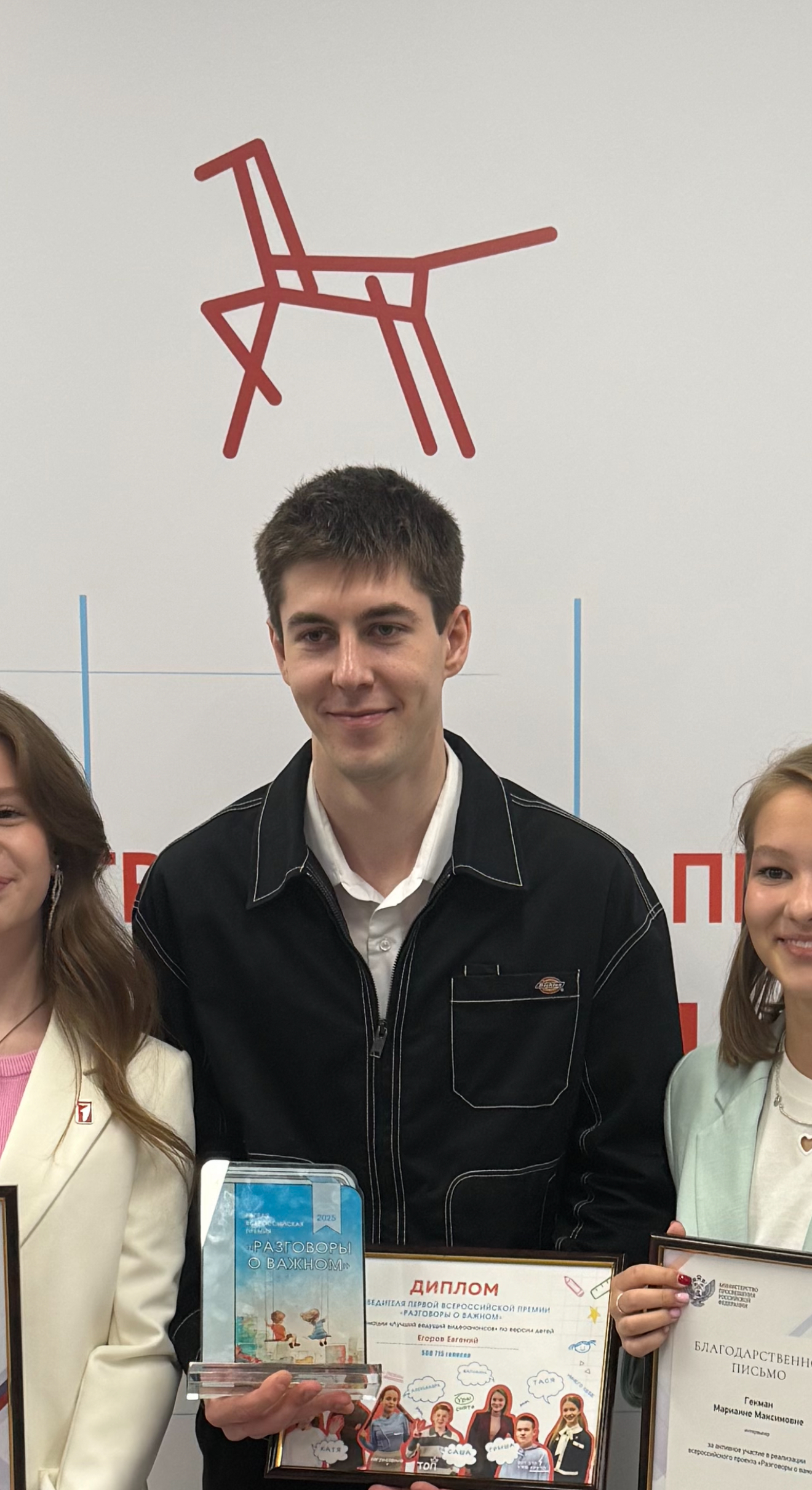
Евгений Егоров на премии разговоров о важном.

Евге́ний Миха́йлович Его́ров (род. 30 июля 1999, Нижний Новгород) — российский актёр театра и кино, ведущий всероссийского образовательного проекта «Разговоры о важном».

## Биография

### Детство и юность
Евгений Егоров вырос в рабочем районе Нижнего Новгорода. В детстве занимался волейболом, но по совету бабушки перешёл в городскую театральную студию, где впервые вышел на сцену.
В школе участвовал в фестивалях самодеятельности и конкурсах чтецов. В 16 лет переехал в Москву и поступил в Московский театральный колледж Олега Табакова.

### Образование
Учился на курсе Московской театральной школы Олега Табакова (2015—2019). 

## Карьера

### Театр
Во время обучения в колледже принимал участие в спектаклях   МХТ им. А. П. Чехова, где играл в репертуарных спектаклях, совмещая работу с фильмами. Работал моделью у российского дизайнера  Гоша Рубчинский, с которым по собственному признанию близко дружит. 

### Кино и телевидение
- 2018 — «Ёлки последние» (Саша), «Ненастье» (солдат), «Гости».
- 2019 — «Филатов», «Чистая психология», «Полицейский с Рублёвки» (5 сезон), «Печень, или История одного стартапа», «Одесский пароход».
- 2020 — сериалы «Алиса» (СТС), «Гости из прошлого», «Идеальная семья», «Бесит», «Совершенно летние», «Нина»; драма «Северный ветер».
- 2022 — «Мира» (Миша) — первая крупная роль в широком прокате;[5] военная драма «Первый Оскар».
- 2023 — «Первокурсницы» (Данила), детективный сериал «Лада Голд».[6]
- 2024 — семейная комедия «Ангелы района» (премьера — 22 апреля, РГТРК),[7] производственная комедия «Повышая градус» (ТНТ, 22 января),[8] детектив «Теория больших денег» (онлайн-премьера на «Иви», лето 2024),[9] приключенческий сериал «Она такая классная» (одна из главных ролей).

### Faces of Russia
В 2019 году  Евгений Егоров запустил цикл фото-работ «Faces of Russia», первый выпуск которого познакомил зрителей с 16-летним актёром Марком Эйдельштейном. Позднее Эйдельштейн сыграл главную роль в фильме «Страна Саша», показанном на Берлинале-2022. Сам Марк признавался, что это стало стартом его карьеры.

## Общественная деятельность
С 2024/2025 учебного года Евгений Егоров участвует в федеральном проекте «Разговоры о важном», выступая в качестве видеоведущего отдельных выпусков. К марту 2025 года на официальном канале проекта было опубликовано не менее четырёх видео с его участием.
По данным Минпросвещения России, занятия проекта проходят еженедельно во всех школах страны и охватывают около 18 миллионов учеников. Участие Егорова в проекте было отмечено в публикации «Ленты.ру», где приводится его обращение к школьникам на тему 280-летия со дня рождения Фёдора Ушакова.
Его участие в проекте стало частью просветительской работы, направленной на привлечение внимания школьников к вопросам истории и культуры России.

## Критика
Работа Евгения Егорова получила положительные оценки российских СМИ. Критики отмечают его органичную манеру исполнения, достоверную передачу характеров «обычных» героев и умение удерживать баланс между драмой и юмором. Его игру в сериале «Она такая классная» называют примером кропотливо выстроенного актёрского образа. Портал Film.ru выделяет актёра среди молодых исполнителей, «чья органика помогает избежать жанровых штампов». Журнал PEOPLETALK называет Егорова актёром «с широкой амплитудой ролей» и отмечает стремительное развитие его карьеры.

## Награды и признание
1 июня 2025 года на фестивале «Движения Первых» в Москве Евгений Егоров стал лауреатом I Всероссийской премии «Разговоры о важном» в номинации «Лучший ведущий видеоанонсов» (детское голосование). По данным организаторов, актёр набрал более 560 тысяч голосов из более чем 2 миллионов отданных в категории.
Торжественную церемонию открыл первый заместитель главы Администрации Президента РФ Сергей Кириенко, а награды победителям вручил Герой России, председатель правления движения «Движение Первых» Артур Орлов.
Премия «Разговоры о важном» учреждена Министерством просвещения РФ и Институтом изучения детства, семьи и воспитания в мае 2025 года; её цель — поощрение участников образовательного процесса, вносящих вклад в ценностно-ориентированное воспитание школьников.

## Фильмография
| Год  | Русское название                    | Английское название      | Роль        | Режиссёр                   | Жанр               | Формат   |
| ---- | ----------------------------------- | ------------------------ | ----------- | -------------------------- | ------------------ | -------- |
| 2018 | Ёлки последние                      | Yolki Final              | Саша        | Т. Бекмамбетов             | комедия            | кино     |
| 2018 | Ненастье                            | Bad Weather              | солдат      | С. Урсуляк                 | драма              | ТВ-фильм |
| 2018 | Гости                               | Guests                   | эпизод      | Е. Абызов                  | хоррор             | кино     |
| 2019 | Филатов                             | Filatov                  | Роман       | Е. Стычкин                 | драма              | сериал   |
| 2019 | Чистая психология                   | Pure Psychology          | —           | —                          | короткометражка    | кино     |
| 2019 | Полицейский с Рублёвки 5            | Policeman from Rublyovka | эпизод      | И. Куликов                 | комедия            | сериал   |
| 2019 | Печень, или История одного стартапа | The Liver                | —           | —                          | трагикомедия       | кино     |
| 2019 | Одесский пароход                    | Odessa Steamer           | эпизод      | С. Урсуляк                 | комедия            | кино     |
| 2020 | Алиса                               | Alisa                    | Лёша        | —                          | фантастика/комедия | сериал   |
| 2020 | Гости из прошлого                   | Guests from the Past     | —           | —                          | фантастика/комедия | сериал   |
| 2020 | Северный ветер                      | The North Wind           | —           | Р. Литвинова               | драма              | кино     |
| 2022 | Мира                                | MIRA                     | Миша        | Д. Киселёв                 | катастрофа         | кино     |
| 2022 | Первый Оскар                        | The First Oscar          | —           | С. Тарамаев, Л. Сквортцова | драма              | кино     |
| 2023 | Первокурсницы                       | Freshwomen               | Данила      | А. Хавлев                  | комедия            | кино     |
| 2023 | Лада Голд                           | Lada Gold                | —           | Н. Власов                  | детектив           | сериал   |
| 2024 | Ангелы района                       | District Angels          | Антон       | Э. Парри                   | комедия            | сериал   |
| 2024 | Повышая градус                      | Raising the Proof        | Павел       | Г. Малков                  | комедия            | сериал   |
| 2024 | Теория больших денег                | Theory of Big Money      | Егор Мараев | Ф. Рейнхардт               | детектив           | сериал   |
| 2024 | Она такая классная                  | She’s So Cool            | Рома        | А. Домогаров-мл.           | приключения        | сериал   |